# Festivali i Këngës 56
Festivali i Këngës 56 (Festivali i 56-të i Këngës në Radio Televizioni Shqiptar) var den 56:e årliga upplagan av musiktävlingen Festivali i Këngës och gick av stapeln den 21, 22 och 23 december 2017. Tävlingen hölls i Pallati i Kongreseve i centrala Tirana med två semifinaler 21 och 22, samt final den 23 december. Tävlingen arrangeras av det statliga TV-bolaget Radio Televizioni Shqiptar sedan 1962. Programledare var Adi Krasta. Vinnaren av tävlingen representerar Albanien i Eurovision Song Contest 2018 i Lissabon, Portugal.

## Upplägg
I augusti meddelade RTSH att tävlingen skulle ledas av TV- och radiopersonligheten Adi Krasta. Krasta är den som har varit värd för programmet flest gånger, och hade tidigare varit programledare för tävlingen 1997, 1999, 2002, 2003 och 2006. Han har även varit programledare för ett flertal program på Top Channel som talkshowen "A" samt för den albanska versionen av Idol, Ethet e së premtes mbrëma. Han var till skillnad från tidigare års upplagor ensam i rollen som programledare. Han fick dock sällskap i sin roll vid ett flertal tillfällen under festivalen, bland annat av TV-journalisten Rudina Magjistari.
2017 års upplaga regisserades av Pali Kuke. Kuke hade likt programledaren Krasta varit med i festivalen vid ett flertal tillfällen tidigare, senast då han regisserade Festivali i Këngës 47 år 2008. Scenograf var Albi Cifligu.
Bidrag till tävlingen lämnades in mellan 2 och 10 november till Radio Tirana. Likt tidigare upplagor gällde regler om att bidraget inte fick ha framförts före den 1 september 2017. Bidragen fick heller inte vara längre än 4 minuter långa. Den låt som skickades in till Radio Tirana skulle framföras av samma artist i tävlingen om den togs ut till tävlingen. Artister fick heller inte vara yngre än 16 år gamla. Deltagande artister får endast framföra ett bidrag, medan låtskrivare får stå bakom upp till 2 bidrag. Deltagande artister och låtskrivare måste även vara albanska medborgare.
Juryn som valde ut deltagarna i tävlingen bestod av:
1. Luan Zhegu (sångare och kompositör som själv ett flertal gånger deltagit i festivalen)
2. Markelian Kapedani (sångare och låtskrivare, deltog i festivalen 1992)
3. Ben Andoni (journalist)
4. Edmond Rrapi (kompositör)
5. Sokol Marsi (låtskrivare och kompositör, skrev vinnarbidraget 2014 "Diell" och Eurovision-bidraget "I'm Alive")

Vid tävlingen användes likt tidigare RTSH:s orkester för att ackompanjera de deltagande artisterna. Därtill fanns fem bakgrundssångare som sjöng åt akterna. Dessa var Greta Radovani, Armando Likaj, Bledi Polena, Marina Kurti och Erinda Agolli. Greta Radovani agerade bland annat bakgrundssångerska åt Lindita Halimi vid Eurovision Song Contest 2017 i Kiev.
Likt vid Festivali i Këngës 54 år 2015 valde RTSH att inför festivalen släppa studioversionerna av samtliga bidrag. De presenterades av Andri Xhahu på Radio Tirana den 5 december och släpptes på RTSH:s officiella Youtube-kanal.
Biljetter till festivalens tre kvällar började säljas den 13 december vid RTSH:s lokaler i Tirana.

### Jury
Tävlingens finalister samt vinnaren av finalen utsågs detta år av en professionell jury. Vilka juryn bestod av hölls hemligt av RTSH, men inför den första semifinalen avslöjades de första 2 av juryns medlemmar. Därtill följde ytterligare 3. Likt Festivali i Këngës 54 valde man att inte avslöja jurymedlemmarnas röster offentligt, utan presenterade enbart topp 3 i finalen.
1. Limoz Dizdari (75 år), låtskrivare och kompositör. Han var parlamentsledamot 2001-2005. Tilldelad titeln Artist i Merituar.
2. Adrian Hila (47), låtskrivare och kompositör. Upphovsman till flera vinnarbidrag i Festivali i Këngës samt 3 Eurovision-bidrag.
3. Zana Çela (54), kulturproducent, TV-regissör.
4. Ilirian Zhupa (60), journalist, tidigare medlem i Helsingforskommitén.
5. Markelian Kapedani (47), sångare och låtskrivare. Har själv deltagit i samt skrivit bidrag till festivalen.

## Deltagare
Tävlingens deltagare presenterades officiellt efter att ansökningsperioden gått ut 10 november. Totalt fick man detta år inskickat drygt 70 bidrag. Sångerskan Arilena Ara som inledningsvis uppgavs tävla med ett bidrag skrivet av Lindon Berisha och Darko Dimitrov var inte med på deltagarlistan. Flera av detta års festivaldeltagare hade ställt upp tidigare. I startfältet fanns även 3 tidigare vinnare av tävlingen: David Tukiçi (vann 1969), Manjola Nallbani (vann 1989, 1992 och 1993) samt Luiz Ejlli (vann Festivali i Këngës 44 år 2004). 
Flera av deltagarna i detta års startfält hade deltagit i andra musiktävlingar och talangjakter i Albanien. Artemisa Mithi deltog 2017 i The Voice of Albania där hon slogs ut i live-omgången av tävlingen. Även sångerskan Lorela har deltagit i The Voice. Inis Neziri har vunnit musiktalangjakten för barn Gjeniu i vogël. Xhesika Polo slutade på tredje plats i den första säsongen av X Factor Albania.
Samtliga av detta års deltagare, med undantag för duetten Na & Festina Mejzini, kom från Albanien. Både Na och Mejzini kommer från staden Gjakova i västra Kosovo.
| Artist                     | Låt               | Text / Musik                        |
| -------------------------- | ----------------- | ----------------------------------- |
| Akullthyesit               | "Divorci"         | Bledar Shishmani                    |
| Artemisa Mithi             | "E dua botën"     | Agim Doçi / Flamur Shehu            |
| Bojken Lako                | "Sytë e shpirtit" | Bojken Lako                         |
| David Tukiçi & Genc Tukiçi | "Të pandarë"      | Agim Xheka / Genc Tukiçi            |
| Denisa Gjezo               | "Zemër ku je"     | Aurel Thëllimi / Mario Deda         |
| Elton Deda                 | "Fjalët"          | Orges Toçe / Elton Deda             |
| Endri & Stefi Prifti       | "Mesazh"          | Endri Prifti                        |
| Ergi Bregu                 | "Bum Bum"         | Ergi Bregu / Klodian Rexhepaj       |
| Eugent Bushpepa            | "Mall"            | Eugent Bushpepa                     |
| Evans Rama                 | "Gjurmët"         | Migjena Lako / Genti Lako           |
| Inis Neziri                | "Piedestal"       | Florian Zyka / Gridi Kraja          |
| Lorela Sejdini             | "Pritën edhe pak" | Yll Limani / Florent Boshnjaku      |
| LYNX                       | "Vonë"            | LYNX                                |
| Manjola Nallbani           | "I njëjti qiell"  | Rozana Radi / Elgit Doda            |
| Mariza Ikonomi             | "Unë"             | Florian Zyka / Mariza Ikonomi       |
| Na & Festina Mejzini       | "Tjetër jetë"     | Kreshnik Koshi                      |
| Orgesa Zaimi               | "Ngrije zërin"    | Olti Curri / Briz Musaraj           |
| Redon Makashi              | "Ekzistoj"        | Timo Flloko / Redon Makashi         |
| Rezarta Smaja & Luiz Ejlli | "Ra një yll"      | Agim Doçi / Edmond Zhulali          |
| Tahir Gjoçi                | "Orë e ndalur"    | Tahir Gjoçi / Enis Mullaj           |
| Voltan Prodani             | "Pse të desha"    | Zhuliana Jorganxhi / Voltan Prodani |
| Xhesika Polo               | "Përjetë"         | Endrit Mumajesi / Marko Polo        |

### Återkommande artister
Likt tidigare upplagor hade flera av detta års deltagare tidigare deltagit i festivalen. Den artist som var mest meriterad i tävlingen i detta års startfält var Mariza Ikonomi med sina 13 tidigare framträdanden i tävlingen varav 7 sedan tävlingen blev landets uttagning till Eurovision Song Contest. Tre av deltagarna hade vunnit tidigare: David Tukiçi 1969, Luiz Ejlli 2005 samt Manjola Nallbani som vunnit vid tre tillfällen: 1989, 1992 och 1993. Rezarta Smaja har med detta framträdande ställt upp i tävlingen 6 år i rad och gör detta år sin andra duett i tävlingen. 
I listan nedan listas de av det här årets deltagare som hade ställt upp i tävlingen sedan den blev Albaniens uttagning till Eurovision Song Contest år 2003.
| Artist               | Tidigare år                              | Placering (Vid tidigare tillfällen) | Placering (2017) |
| -------------------- | ---------------------------------------- | ----------------------------------- | ---------------- |
| Bojken Lako          | 2009, 2011, 2012, 2014                   | 6, 10, 8, 2                         | opl.             |
| Genc Tukiçi          | 2015                                     | opl.                                | UT               |
| Elton Deda           | 2011                                     | 2                                   | opl.             |
| Endri & Stefi Prifti | 2008, 2009, 2011                         | 8, 16, 6                            | UT               |
| Eugent Bushpepa      | 2008                                     | 12                                  | 1                |
| Evans Rama           | 2006, 2007, 2010, 2011, 2015             | UT, UT, UT, UT, 10                  | UT               |
| Festina Mejzini      | 2016                                     | UT                                  | opl.             |
| Luiz Ejlli           | 2004, 2005, 2013, 2015                   | 2, 1, 10, opl.                      | opl.             |
| Lynx                 | 2012, 2013, 2016                         | 14, 15, 10                          | UT               |
| Manjola Nallbani     | 2005, 2007                               | opl., 7                             | opl.             |
| Mariza Ikonomi       | 2003, 2004, 2005, 2006, 2007, 2009, 2011 | 2, opl., opl., 3, 9, 9, 11          | opl.             |
| Na                   | 2012, 2013                               | UT, =7                              | opl.             |
| Orgesa Zaimi         | 2015                                     | UT                                  | opl.             |
| Redon Makashi        | 2007                                     | 6                                   | 2                |
| Rezarta Smaja        | 2012, 2013, 2014, 2015, 2016             | 7, 7, 7, 4, 7                       | opl.             |
| Tahir Gjoçi          | 2012                                     | UT                                  | opl.             |
| Voltan Prodani       | 2003, 2006, 2007, 2015                   | opl., UT, UT, UT                    | opl.             |
| Xhesika Polo         | 2016                                     | 14                                  | UT               |

### Gästartister

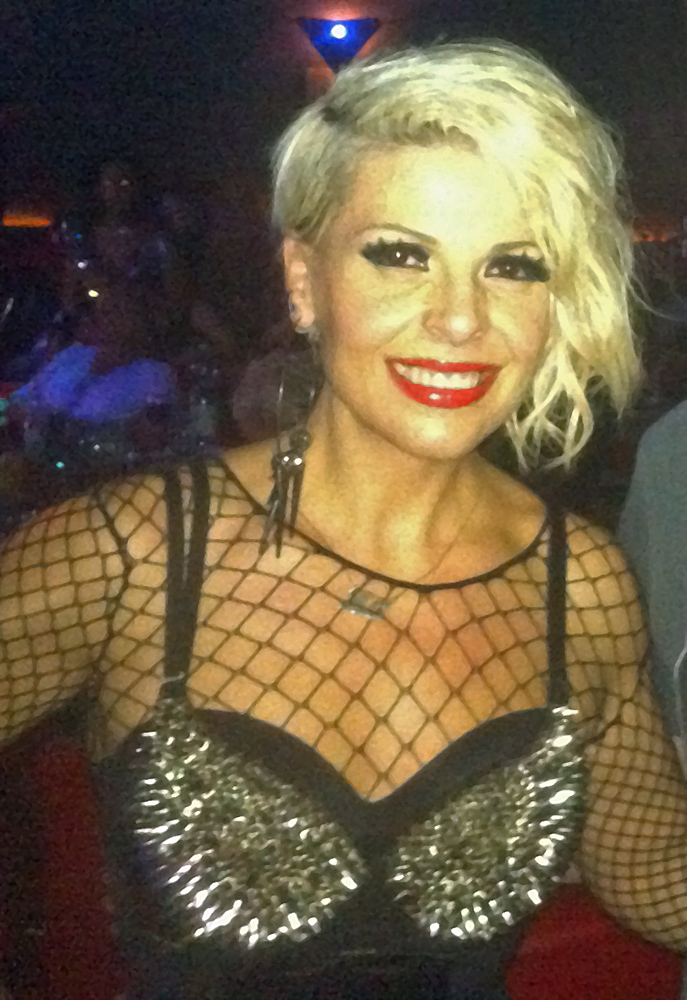
Aurela Gaçe vid en konsert 2012.

Likt tidigare år lät man under de tre programmen bjuda in gästartister som framträdde under tiden som eller efter att de deltagande bidragen presenterats. I den första semifinalen framträdde den italienske låtskrivaren och sångaren Riccardo Cocciante. Cocciante är känd i Albanien för att ha varit den mentor som ledde sångerskan Elhaida Dani till segern i den första säsongen av The Voice of Italy. Elhaida Dani kom även hon att framträda som gäst vid festivalen. Även sångerskan Aurela Gaçe, som vunnit festivalen vid ett flertal tillfällen, framträdde vid den andra semifinalen som gästartist. De tidigare vinnarna av tävlingen Elsa Lila och Kejsi Tola uppträdde också vid festivalen. Den populära sångaren Alban Skënderaj medverkade också liksom Flaka Krelani.

## Semifinaler
De två semifinalerna gick av stapeln 21 och 22 december 2017. Semifinalerna sändes direkt på RTSH 1 HD, RTK 4, online och på Radio Tirana. I varje semifinal deltog 11 artister som tävlade om totalt 14 finalplatser.

### Semifinal 1
Den första semifinalen hölls 21 december 2017 i Pallati i Kongreseve i centrala Tirana. Halva tävlingens startfält deltog i denna semifinal, där Elton Deda öppnade semifinalen och Redon Makashi avslutade. Programledare var Adi Krasta och som mellanakt framträdde den italienske sångaren och låtskrivaren Riccardo Cocciante. Han framträdde tillsammans med Elhaida Dani som vann Festivali i Këngës 53 år 2014. De deltagare som gick vidare från denna semifinal meddelades efter att den andra semifinalen genomförts.
| Nr | Artist                     | Låt               | Resultat |
| -- | -------------------------- | ----------------- | -------- |
| 1  | Elton Deda                 | "Fjalët"          |          |
| 2  | Mariza Ikonomi             | "Unë"             |          |
| 3  | Endri & Stefi Prifti       | "Mesazh"          |          |
| 4  | Evans Rama                 | "Gjurmët"         |          |
| 5  | David Tukiçi & Genc Tukiçi | "Të pandarë"      |          |
| 6  | Voltan Prodani             | "Pse të desha"    |          |
| 7  | Eugent Bushpepa            | "Mall"            |          |
| 8  | Rezarta Smaja & Luiz Ejlli | "Ra një yll"      |          |
| 9  | Bojken Lako                | "Sytë e shpirtit" |          |
| 10 | Manjola Nallbani           | "I njëjti qiell"  |          |
| 11 | Redon Makashi              | "Ekzistoj"        |          |

### Semifinal 2
Den andra semifinalen hölls kvällen efter den första, 22 december, i Pallati i Kongreseve. Programledare var Adi Krasta. De sista 11 av tävlingens 22 deltagare framträdde i denna semifinal, där Orgesa Zaimi öppnade och Lynx avslutade kvällen.
| Nr | Artist               | Låt               | Resultat |
| -- | -------------------- | ----------------- | -------- |
| 1  | Orgesa Zaimi         | "Ngrije zërin"    |          |
| 2  | Denisa Gjezo         | "Zemër ku je"     |          |
| 3  | Na & Festina Mejzini | "Tjetër jetë"     |          |
| 4  | Lorela Sejdini       | "Pritëm edhe pak" |          |
| 5  | Artemisa Mithi       | "E dua botën"     |          |
| 6  | Ergi Bregu           | "Bum bum"         |          |
| 7  | Akullthyesit         | "Divorci"         |          |
| 8  | Xhesika Polo         | "Përjetë"         |          |
| 9  | Inis Neziri          | "Piedestal"       |          |
| 10 | Tiri Gjoci           | "Orë e ndalur"    |          |
| 11 | LYNX                 | "Vonë"            |          |

## Final
Finalen hölls 20:45 den 23 december 2017. Den gick liksom semifinalerna av stapeln i Pallati i Kongreseve i Tirana. Programledare var Adi Krasta. Finalen inleddes av Redon Makashi som sedermera slutade på andra plats, och avslutades av Elton Deda. Efter att bidragen presenterats framträdde Alban Skënderaj och Elsa Lila som gästartister. Detta år valde man att inte avslöja jurymedlemmarnas betygsättning på bidragen, och man presenterade enbart topp 3 i tävlingen. Efter att jurygrupperna överlagt utsågs Eugent Bushpepa till segrare med sin låt "Mall".
| Nr | Artist                     | Låt               | Plats |
| -- | -------------------------- | ----------------- | ----- |
| 1  | Redon Makashi              | "Ekziston"        | 2     |
| 2  | NA & Festina Mejzini       | "Tjetër jetë"     | —     |
| 3  | Voltan Prodani             | "E pamundur"      | —     |
| 4  | Denisa Gjezo               | "Zemër ku je"     | —     |
| 5  | Tiri Gjoci                 | "Orë e ndalur"    | —     |
| 6  | Orgesa Zaimi               | "Ngrije zërin"    | —     |
| 7  | Rezarta Smaja & Luiz Ejlli | "Ra një yll"      | —     |
| 8  | Artemisa Mithi             | "E dua botën"     | —     |
| 9  | Manjola Nallbani           | "I njëjti qiell"  | —     |
| 10 | Inis Neziri                | "Piedestal"       | 3     |
| 11 | Bojken Lako                | "Sytë e shpirtit" | —     |
| 12 | Mariza Ikonomi             | "Unë"             | —     |
| 13 | Eugent Bushpepa            | "Mall"            | 1     |
| 14 | Elton Deda                 | "Fjalët"          | —     |

## Datum
- 21 december 2017 – semifinal 1, Pallati i Kongreseve, Tirana
- 22 december 2017 – semifinal 2, Pallati i Kongreseve, Tirana
- 23 december 2017 – final, Pallati i Kongreseve, Tirana

## Händelser

### Anklagelser om politisk censur
Ursprungligen hade sångaren Kastro Zizo skickat in ett bidrag till tävlingen. När RTSH presenterade deltagarna som skulle delta i tävlingen fanns inte Zizo med på listan. Efter beskedet gick Albaniens tidigare premiärminister Sali Berisha ut och kritiserade både festivalens ledning med Thoma Gëllçi i spetsen och landets nuvarande premiärminister Edi Rama för att censurera tävlingens bidrag på grund av en av dessa ansedd politisk text. Han jämförde agerandet med den tidigare diktatorn Enver Hoxhas censur av tävlingen på 1970-talet. RTSH svarade med att Zizo likt ytterligare 40 andra bidrag inte valts ut för tävlan på grund av att endast 22 kan vara med i tävlingen. Senare i november släppte Zizo låten som skulle deltagit i festivalen på Youtube. Bidraget var en duett med sångerskan Ketlin Pjalmi titulerad "I huaj" (främlingen). Dess text berörde en ökad migration till Albanien som enligt Zizo eskalerat under de senaste årens förda politik.
Sångaren Klajdi Musabelliu, som ställt upp i tävlingen vid ett flertal tillfällen, hade även han skickat in ett migrationsrelaterat bidrag till detta års tävling. Likt Zizo valdes Musabellius bidrag inte ut till tävlan. Eftersom Musabelliu verkar för ett av landets oppositionspartier anklagades även i detta fall tävlingens ledning för politisk censur.
Även sångaren Yll Limani, som ställde upp i fjolårets festival och slutade på delad tredje plats, uttryckte sitt missnöje med festivalen och att han aldrig kommer att delta i tävlingen igen eftersom den gav ett dåligt intryck. Limani står dock med som låtskrivare till ett av detta års bidrag.